# Península de La Guajira

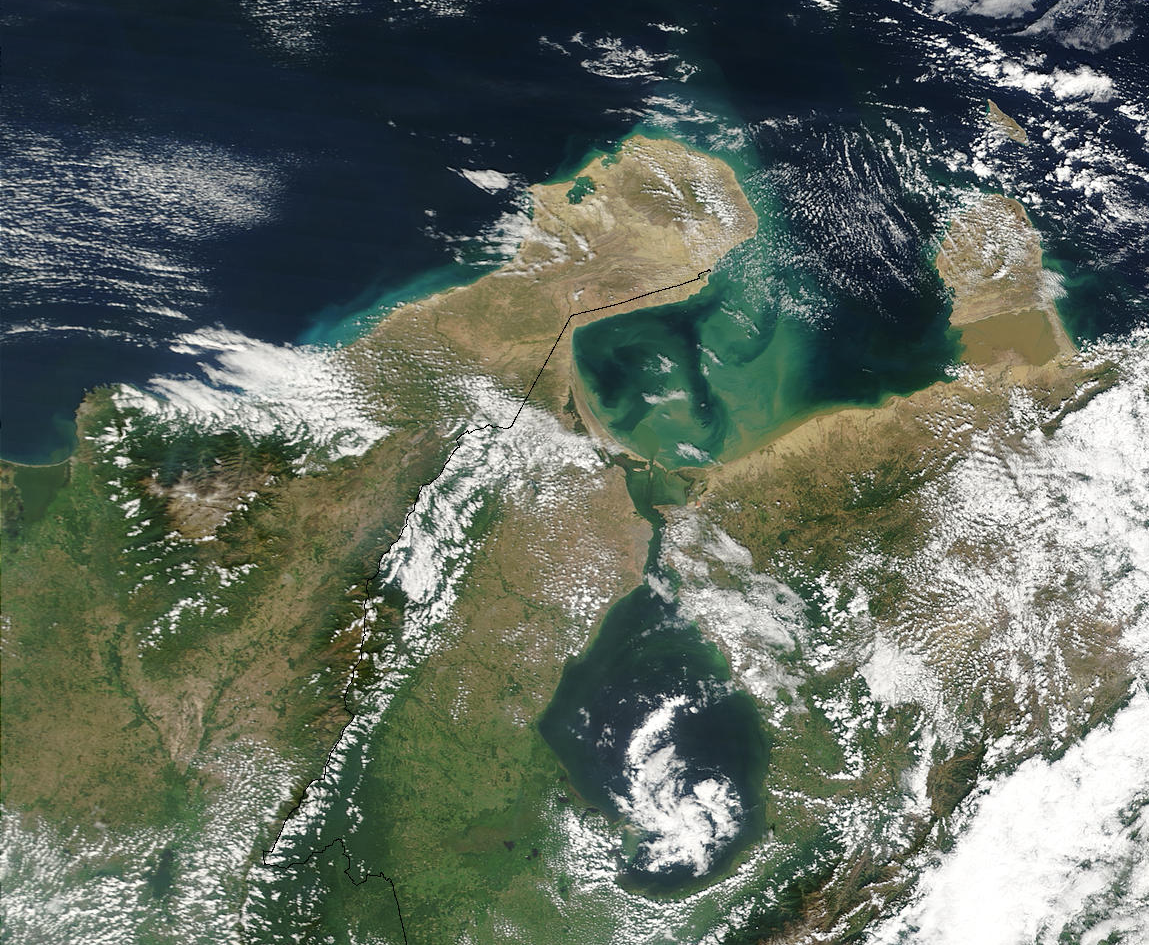
Vista des de satèl·lit de la península Guajira

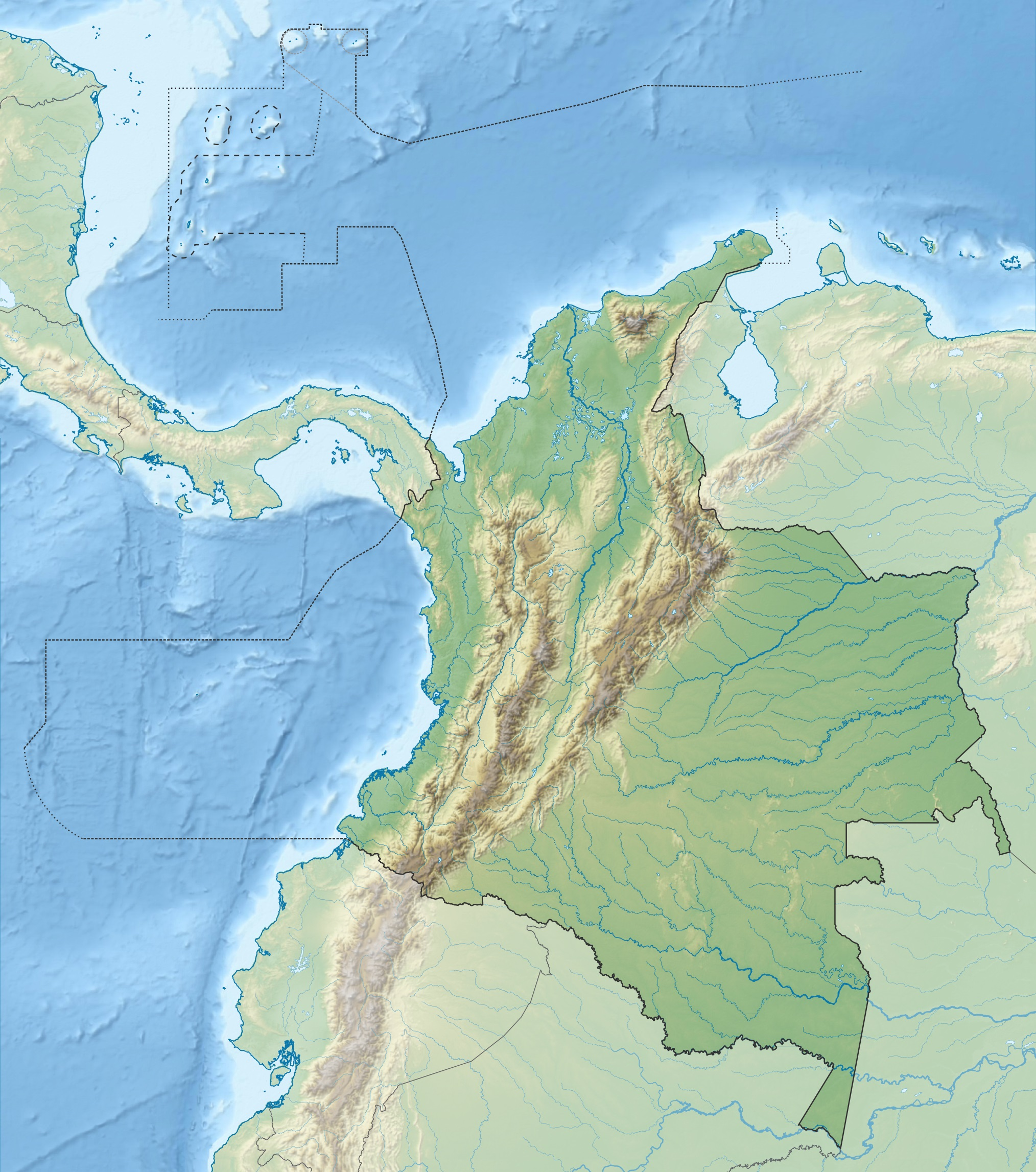
Localització dins Colòmbia

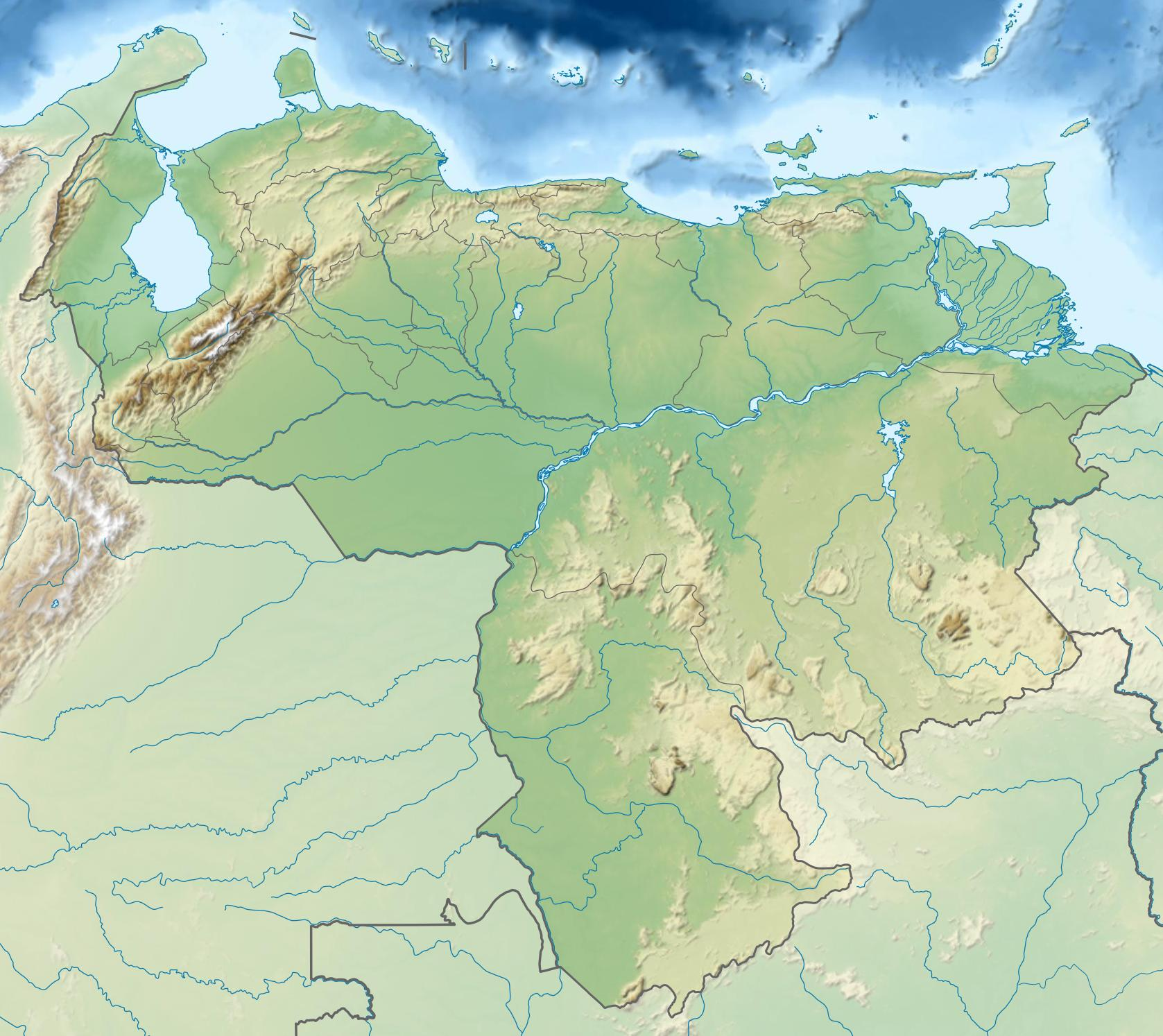
Localització dins Veneçuela

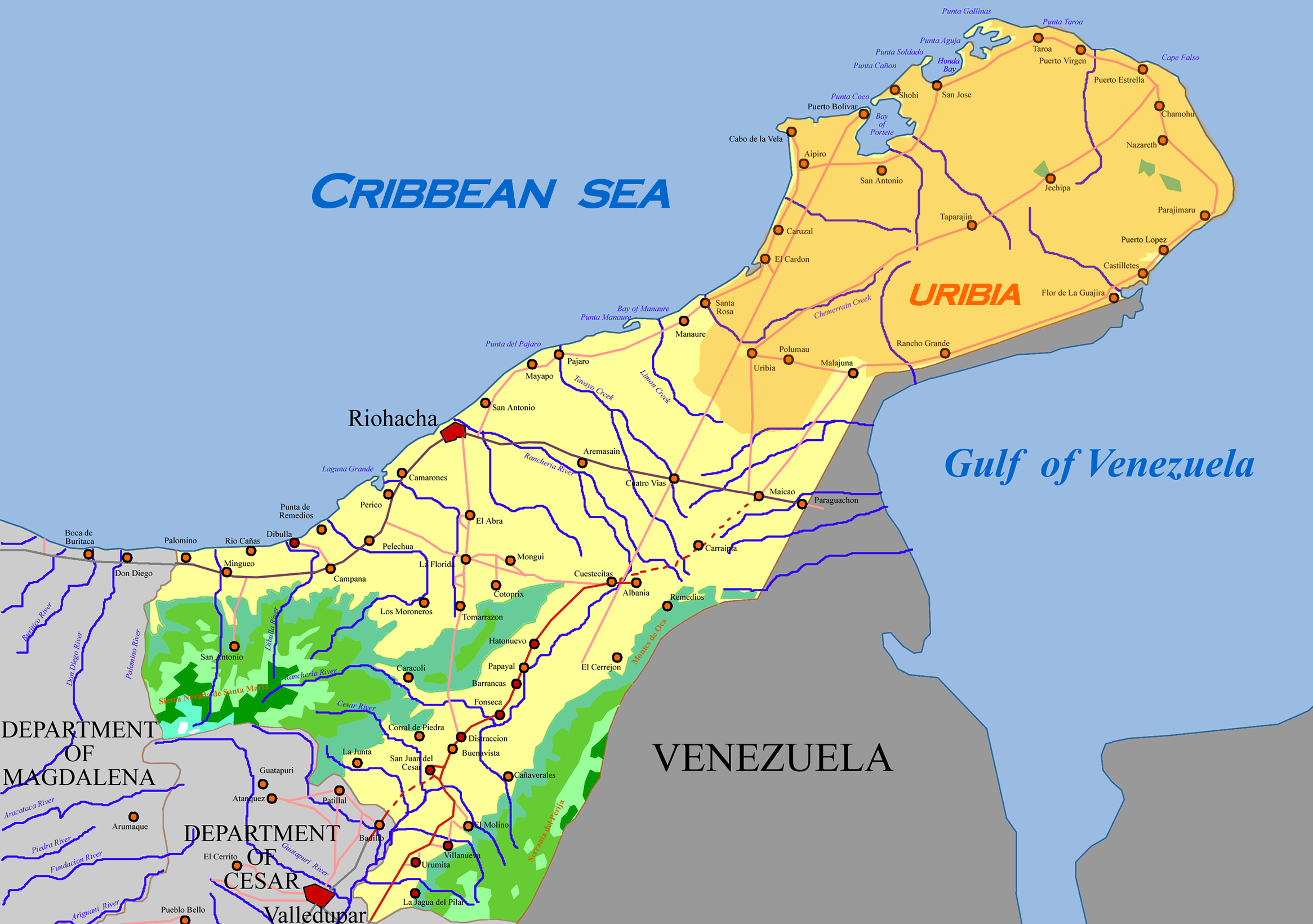
Mapa del municipi d'Uribia al qual pertany gairebé tota la península

La Guajira és la més septentrional de les penínsules sud-americanes, està situada entre l'extrem nord-oriental de Colòmbia i l'extrem nord-occidental de Veneçuela. Té una superfície propera als 25.000 km² i s'estén des de la badia de Manaure, en el mar Carib, fins a l'ensenada de El Calabozo, en el golf de Veneçuela. Políticament la seva major part pertany al departament colombià de La Guajira i una estreta banda litoral que és al sud pertany a l'estat de Veneçuela de Zulia.
Fins finals del segle xix Veneçuela i Colòmbia es disputaven la seva sobirania, però amb el laude arbitral de 1881 gran part d'aquesta passà a Colòmbia

## Geografia

### Accidents costaners
- Punta Castilletes
- Bahía de Cocinetas
- Punta Gallinas
- Punta Espada
- Bahía Hondita
- Cabo Chichivacoa
- Bahía Honda
- Bahía Portete
- Cabo de La Vela
- Bahía de Guajirao
- Ensenada de El Calabozo

### Relleu
- Serranía de Macuira
- Serranía del Perijá
- Serranía Cojoro
- Cerro La Teta
- Médanos de Toroa

### Clima
Rep l'influx dessecant dels vents Alisis i junt amb la costa nord-occidental de Veneçuela i les Antilles conforma el cinturó àrid pericaribenc; també els vents alisis causen una surgència de les aigües litorals profundes que incrementen la productivitat pesquera al llarg de la costa occidental de La Guajira; al pedemeont les pluges s'incrementen. Per això el clima i la vegetació és molt variat. La pluviometria anual oscil·la des dels 300 (matollar semidesèrtic costaner) als 3000 litres (selva hiperhumida a la Sierra Nevada de Santa Marta).
A la serralada de Macuira,d'uns 9000 m d'altitud, hi ha un bosc nebulós protegit amb el nom de Parc Nacional Natural Macuira.
La Guajira i sectors similars del nord i occident de Veneçuela han estat habitats ja en època precolombina per l'ètnia wayúu, que mantenen la seva llengua i gran part de la seva cultura.